# 格拉森多夫
格拉森多夫（法語：Grassendorf，法語發音：[ɡʁasəndɔʁf]）是法国下莱茵省的一个市镇，属于萨韦尔讷区。

## 地理
格拉森多夫（48°49'8"N, 7°36'51"E）面积2.24 平方千米，位于法国大東部大區下莱茵省，该省份为法国大陆部分最东部的省份，是阿尔萨斯的一部分，今与上莱茵省组成了阿尔萨斯欧洲集体，其南至上莱茵省，西南接孚日省和默尔特-摩泽尔省，西接摩泽尔省，北与德国接壤。
与格拉森多夫接壤的市镇（或旧市镇、城区）包括：阿尔泰肯多夫、埃滕多夫、于滕多夫、莫什维莱尔、瓦勒德莫代尔。
格拉森多夫的时区为UTC+01:00、UTC+02:00（夏令时）。

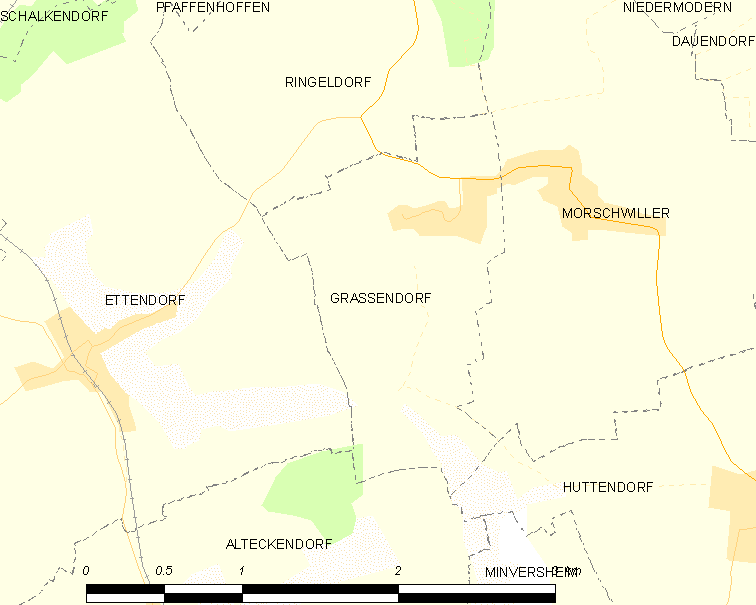
格拉森多夫的OSM定位图

## 行政
格拉森多夫的邮政编码为67350，INSEE市镇编码为67166。

## 政治
格拉森多夫所属的省级选区为布克斯维莱尔县。

## 人口

1962-2008年间格拉森多夫人口变化图示

格拉森多夫于2022年1月1日时的人口数量为258人。